# Chalcionellus suspectus
Chalcionellus suspectus är en skalbaggsart som först beskrevs av Schmidt 1890.  Chalcionellus suspectus ingår i släktet Chalcionellus och familjen stumpbaggar. Inga underarter finns listade i Catalogue of Life.